# Richard Pettibone
Pour les articles homonymes, voir Pettibone.
Richard Herbert Pettibone, né le 5 janvier 1938 à Alhambra, près de Los Angeles et mort le 19 août 2024 à Cobleskill dans l'État de New York, est un peintre américain.

## Biographie
Richard Pettibone est un des pionniers de l'appropriation. Il réalise de nombreuses reproductions miniatures des artistes du pop-art comme Roy Lichtenstein, Frank Stella, Andy Warhol, mais aussi Marcel Duchamp,.
Il meurt le 19 août 2024 à Cobleskill dans l'État de New York à l'âge de 86 ans,.

## Œuvres
- Roy Lichtenstein, « Woman with Flowered Hat » 1963 (tableau lui-même inspiré du Dora Maar au chat de Pablo Picasso...)
- Piet Mondrian, « #11, White and Red" » 1937, First State
- Andy Warhol, « Marilyn Monroe » 1964

## Collections
- MoMA
- Musée d'art contemporain de Los Angeles